# Kensington (ort i Kanada)
Kensington är en ort i Kanada.   Den ligger i provinsen Prince Edward Island, i den östra delen av landet, 900 km öster om huvudstaden Ottawa. Kensington ligger 33 meter över havet och antalet invånare är 1 424.
Terrängen runt Kensington är platt, och sluttar västerut. Närmaste större samhälle är Summerside, 11,4 km väster om Kensington. 
Trakten runt Kensington består till största delen av jordbruksmark. Runt Kensington är det glesbefolkat, med 11 invånare per kvadratkilometer.